# IPad (thế hệ 6)
iPad có tên chính thức là iPad thế hệ thứ 6 là một máy tính bảng 9.7-inch được thiết kế, phát triển và phân phối bởi Apple Inc. Nó được công bố vào ngày 27 tháng 3 năm 2018 trong một sự kiện chuyên đề về giáo dục ở Chicago và là một phiên bản kế nhiệm của dòng iPad thế hệ trước. iPad được trang bị chip Apple A10 Fusion và cũng được hỗ trợ bút stylus ví dụ như Apple Pencil. Nó được phân phối để hướng tới chuyên môn liên quan đến giáo dục.
iPad 2018 được bán ra với giá 329USD dành cho người dùng, 309$ dành cho học sinh hoặc giáo viên và 299$ dành cho trường học.

## Thông số kỹ thuật
iPad được cài sẵn phiên bản iOS 11.3, được cài sẵn bộ phần mềm iWork cùng với đó là hỗ trợ bút Apple Pencil.
Phần cứng của iPad không có nhiều thay đổi so với thế hệ trước, ngoài việc nâng cấp về vi xử lý là Apple A10 Fusion và hỗ trợ bút Apple Pencil. Nó có 3 màu: Bạc, Xám và màu Vàng mới để phù hợp với màu giống iPhone 8. Nó được trang bị 2GB RAM, dày 7,5mm và tùy chọn dung lượng khả dụng là 32 hoặc 128GB. Không giống với iPad Pro, iPad (2018) không được trang bị màn hình cán mỏng.

## Tiếp nhận
Gareth Beavis của TechRadar đã ca ngợi việc bổ sung Apple Pencil và chip A10 mạnh mẽ nhưng lưu ý rằng nó cũng tốn kém như iPad thế hệ trước. Scott Stein của CNET cũng đánh giá cao việc bổ sung hỗ trợ cho Apple Pencil và nâng cấp lên chip A10, nhưng chỉ trích nó vì thiếu Smart Connector cũng như không có công nghệ hiển thị giống như iPad Pro, đã viết "iPad 2018 không nâng cấp nhiều, nhưng nó khiến một chiếc máy tính bảng đã trở nên tuyệt vời hơn bao giờ hết."